# Super Bowl VIII
A Super Bowl VIII az 1973-as NFL-szezon döntője volt. A mérkőzést Houstonban, a Rice Stadionban játszották 1974. január 13-án. A mérkőzést a címvédő Miami Dolphins nyerte.
A Super Bowlok történetében a 30 másodperces reklám költsége először lett 100 ezer dollár feletti.

## A döntő résztvevői
A Miami Dolphins az alapszakaszból 12–2-es mutatóval került a rájátszásba, az AFC első kiemeltjeként. A konferencia-elődöntőben otthon a Cincinnati Bengals ellen, majd a konferencia-döntőben ismét hazai pályán a Oakland Raiders ellen győzött. A Dolphins az előző két döntő után, egymás után harmadszor játszhatott a Super Bowlon. Először került egy csapat harmadik alkalommal, és egymás után harmadszor a Super Bowlba.
A Minnesota Vikings is 12–2-es teljesítménnyel zárta az alapszakaszt az NFC konferenciában. A konferencia-elődöntőben otthon a Washington Redskins ellen, majd a konferencia-döntőben szintén hazai pályán a Dallas Cowboys ellen győzött.

## A mérkőzés
A mérkőzést 24–7-re a Miami Dolphins nyerte és megvédte címét. A legértékesebb játékos a Dolphins running back-je, a magyar származású Larry Csonka lett, aki két futott touchdownt ért el a mérkőzésen. Don Shula, a Dolphins vezetőedzője negyedik Super Bowl mérkőzésén vett részt.
| N | Idő   | Drive | Drive | Drive     | Csapat   | Play leírása                                                         | Pont    | Pont     |
| N | Idő   | Play  | Yard  | Időtartam | Csapat   | Play leírása                                                         | Vikings | Dolphins |
| - | ----- | ----- | ----- | --------- | -------- | -------------------------------------------------------------------- | ------- | -------- |
| 1 | 9:33  | 10    | 62    | 5:27      | Dolphins | Touchdown. Larry Csonka 5 yardos futás, Garo Yepremian jutalomrúgás. | 0       | 7        |
| 1 | 1:22  | 10    | 56    | 5:46      | Dolphins | Touchdown. Jim Kiick 1 yardos futás, Garo Yepremian jutalomrúgás.    | 0       | 14       |
|   |       |       |       |           |          |                                                                      |         |          |
| 2 | 6:02  | 7     | 44    | 4:01      | Dolphins | Mezőnygól. Garo Yepremian 28 yardról.                                | 0       | 17       |
|   |       |       |       |           |          |                                                                      |         |          |
| 3 | 8:44  | 8     | 43    | 3:58      | Dolphins | Touchdown. Larry Csonka 2 yardos futás, Garo Yepremian jutalomrúgás. | 0       | 24       |
|   |       |       |       |           |          |                                                                      |         |          |
| 4 | 13:25 | 10    | 57    | 3:09      | Vikings  | Touchdown. Fran Tarkenton 4 yardos futás, Fred Cox jutalomrúgás.     | 7       | 24       |